# サファル
サファル(صفر)とは、ヒジュラ暦の第2月。ムハッラム月の次でラビー・ウル・アッワル月の前。ジャーヒリーヤ時代には「ナージル」(ناجر)と言った。
صفر（Ṣ-F-R）という語根は、3つの基本的意味を持っている。1つ目は「口笛を吹く、シッと言う、さえずる」、2つ目は「黄色い、血色が悪い」、3つ目は「無、空虚、欠けている、ゼロ」である。この名は、「黄色」か「空虚」が語源になっていると思われる。

## 語源
幾人かは「人々が旅行にいく時メッカが『カラになって』(إصفار)してしまう(つまりいなくなってしまう)」から名付けられたのだと言う。また「この月をサファルと呼ぶのは、彼らが部族を侵略して、持ち物が『ゼロ』になった人を残す(つまり持ち物を強奪されて自分のものでなくなる)」からだとも言われている。

## 期間
ヒジュラ暦は太陰暦であり、新月の欠け始めが確認されてから始まる。ヒジュラ暦は純粋な太陰暦のため、太陽暦よりも11日から12日ほど短く、サファルの季節は年によって異なる。下記はサファルの最初の日と最後の日の予定である。(サウジアラビアのUmm al-Quraカレンダーに基づく。))
| ヒジュラ暦 | 最初の日 (西暦) | 最後の日 (西暦) |
| ---------- | --------------- | --------------- |
| 1431年     | 2010年1月16日   | 2010年2月14日   |
| 1432年     | 2011年1月5日    | 2011年2月3日    |
| 1433年     | 2011年12月26日  | 2012年1月23日   |
| 1434年     | 2012年12月14日  | 2013年1月12日   |
| 1435年     | 2013年12月4日   | 2014年1月1日    |
| 1436年     | 2014年11月23日  | 2014年12月22日  |
| 1437年     | 2015年11月13日  | 2015年12月11日  |

## イスラームの出来事
- サファル月1日　カルバラーの戦いの捕虜がシリアのヤズィードの宮殿に入る
- サファル月6日　カルバラーの戦いの捕虜でフサイン・イブン・アリーの末娘であるスカイナ・ビント・フサインが殉教
- サファル月7日　12イマームのムーサー・カーズィム誕生
- サファル月9日　ナフラワーンの戦いでアリーがハワーリジュ派に勝利
- サファル月13日 カルバラーの戦いの捕虜でフサイン・イブン・アリーの末娘であるスカイナ・ビント・フサインの死
- サファル月17日　12イマームのアリー・リダーの死去
- サファル月20日　アマドゥ・バンバ（英語版）の流刑(トゥーバのグラン・マッガル（英語版）
- サファル月28日　フサイン・イブン・アリーの死